# 派手婚
派手婚（はでこん）とは社会において行われている結婚式の形態を意味する言葉である。

## 概要
派手婚とされるような結婚式というのは、式典や披露宴に多額の費用をかけたようなもののことである。派手婚の反意語としては地味婚というものが存在している。社会において行われている結婚式というのは、その時々の社会情勢を映し出しているとのことであり、1980年代後半からのバブル経済の時代に多く行われていた結婚式というのは派手婚とされるものであった。そのような結婚式の披露宴というのは一大イベントであり、式場も豪華であり、その絢爛さを競い合うというものであった。そのような時代の派手婚の費用というのは500万円以上は当たり前であり、1000万円を超えるという例も珍しくなかったとのこと。だがバブル崩壊してからの1990年代後半以降は派手婚というのは敬遠されるようになり、地味婚とされる豪華な装飾ではない披露宴や、ナシ婚と呼ばれる披露宴が無しの結婚式や入籍のみという形の結婚も増えた。